# Улице (Зворник)
Улице су насељено мјесто у граду Зворник, Република Српска, БиХ.

## Становништво
| Демографија- | Демографија- | Демографија- |
| Година       | Становника   | Становника   |
| ------------ | ------------ | ------------ |
| 1991.        | 0            |              |
| 2013.        | 1.795        |              |